# Asques (Tarn-et-Garonne)
Asques település Franciaországban, Tarn-et-Garonne megyében. Lakosainak száma 132 fő (2022. január 1.). Asques Castéra-Bouzet, Caumont, Lavit, Le Pin, Saint-Arroumex és Saint-Michel községekkel határos.

## Népesség
A település népességének változása:
| Lakosok száma | 142  | 132  | 136  | 132  | 134  | 135  | 136  | 134  | 132  |
|               | 2013 | 2015 | 2016 | 2017 | 2018 | 2019 | 2020 | 2021 | 2022 |